# فريدريش فون برشتولد
فريدريش فون برشتولد (باللاتينية: Friedrich von Berchtold) (25 أكتوبر 1781 - 3 أبريل 1876) هو طبيب وعالم نبات تشيكي. ولد برتشتولد في ستراز ناد نزاركو في جمهورية التشيك. تخرج من كلية الطب في عام 1804، وبعد ذلك مارس مهنة الطب وكرس الكثير من وقته لعلم النبات والتاريخ الطبيعي. تخلى في نهاية المطاف عن الممارسة الطبية العادية وسافر إلى جميع أنحاء أوروبا والشرق الأوسط والبرازيل. شارك في تأليف العديد من الأوراق البحثية مع عالمي النبات الشقيقين كارل بوريفوج بريسل ويان سفاتوبلوك بريسل.
وكعامل متعطش للنهضة الوطنية التشيكية، شارك برتشتولد في إنشاء المتحف الوطني في براغ. وتوفي في عام 1876 في بوكلوف، مورافيا (وهي الآن جزء من الجمهورية التشيكية).
وقد سمي الجنس النباتي «برشتولدية» (Berchtoldia C.Presl) (المرادف Chaetium Nees) على اسمه كتشريف له.
يستخدم اختصار Bercht. بعد الاسم اللاتيني العلمي للنبات للإشارة لهذا العالم عندما يكون هو واضع اسم هذا النبات.